# Proba-3
Proba-3 ist eine Technologieerprobungsmission der Europäischen Weltraumorganisation (ESA) für einen  hochpräzisen Formationsflug zweier Satelliten zur wissenschaftlichen Koronografie. Sie gehört zur Proba-Missionsreihe (engl. Project for On-Board Autonomy), die zur Validierung neuer Raumfahrzeugtechnologien und -konzepte dient, wobei gleichzeitig wissenschaftliche Instrumente eingesetzt werden. 
Die Proba-3-Satelliten wurden am 5. Dezember 2024 vom Satish Dhawan Space Centre in Indien mit einer PSLV-XL Trägerrakete gestartet. Die indische Trägerrakete wurde aus Kostengründen gewählt. Die hoch elliptische Umlaufbahn ist mit einer Nutzlast von 550 kg durch eine Vega-C nicht erreichbar, während das enge Budget für diese Technologieerprobungsmission die Kosten für einen Start mit der Ariane 6 nicht abdecken konnte.

## Geschichte
Das Konzept der Mission geht auf eine Studie der „Concurrent Design Facility“ (CDF) der ESA im Jahr 2005 zurück. Nach mehreren Phase-A-Studien und einer „Änderung der industriellen Organisation“ zu Beginn der Phase B begann im Juli 2014 die Umsetzungsphase (Phasen C/D/E1). Das Critical Design Review des Gesamtsystems wurde 2018 abgeschlossen.

## Missionskonzept
Proba-3 besteht aus zwei dreiachsig stabilisierten Satelliten: dem Coronagraph Spacecraft (CSC) und dem Occulter Spacecraft (OSC). Beide Satelliten fliegen nebeneinander auf einer hochelliptischen Umlaufbahn mit einem Apogäum von 60500 km und einem Perigäum von 600 km Höhe über der Erdoberfläche (siehe auch Tabelle Bahndaten).
Entlang des Apogäumsbogens, wo der Gravitationsgradient deutlich geringer ist, sollen die beiden Satelliten eigenständig eine Formation einnehmen, sodass das CSC im Schatten des OSC verbleibt. Das CSC beherbergt einen Koronografen, der die Korona der Sonne beobachten kann, ohne von dem intensiven Licht der Photosphäre geblendet zu werden. Angesichts des Durchmessers der Verdunkelungsscheibe des OSC und der vorgesehenen Korona-Beobachtungsregionen muss das CSC etwa 150 Meter vom OSC entfernt sein und die Entfernung auf wenige Millimeter genau beibehalten, sowohl radial als auch lateral. Das wissenschaftliche Ziel ist die Beobachtung der Korona im sichtbaren Licht bis zum etwa 1,1-fachen Sonnenradius.
Neben dem Formationsflug für die Koronografie sind im Apogäum einige Demonstrationsmanöver im Formationsflug (Neuausrichtung und Größenanpassung) sowie ein Rendezvous Experiment geplant.
Die Formationserfassung und -steuerung erfolgt an Bord mithilfe einer Reihe von Messgeräten und Aktuatoren (ADCS). Die Messgeräte umfassen ein lasergestütztes System, das eine hochgenaue Abschätzung der relativen Position ermöglicht, einen visuellen Sensor mit geringerer Genauigkeit, aber größerem Sichtfeld, und einen Schatten-Positionierungssensor, der die höchste Präzision bieten soll, wenn sich das CSC in der Nähe der Zielposition im Schattenkegel des OSC befindet.
Nach dem Apogäum wird die Formation durch impulsive Manöver der Satelliten aufgelöst. Die beiden Satelliten befinden sich auf einer relativen Flugbahn, die im antriebslosen Flug sicherstellt, dass während Perigäum, wenn das Raumfahrzeug sich der Erdoberfläche bis auf 600 km annähert, kein Kollisionsrisiko besteht. Im Perigäum erfassen die beiden Satelliten GNSS-Daten, um eine genaue Abschätzung der relativen Position und Geschwindigkeit zu erhalten, die einige Stunden lang bis zur erneuten Erfassung von Positions- und Ausrichtungsdaten vor dem nächsten Apogäum propagiert wird.
Zwischen dem CSC und dem OSC besteht eine direkte Funkverbindung, über die Sensordaten und Steuerbefehle ausgetauscht und Manöver usw. koordiniert werden.

## Missionsdauer
Die Mission soll zwei Jahre laufen, danach wird sich die Umlaufbahn durch die Störungen durch Mond und Sonne langsam absenken und die Satelliten sollen ungefähr 5 Jahre nach dem Start in der Atmosphäre verglühen und keinen Weltraumschrott zurücklassen.

## Technischer Aufbau

### CSC
Das CSC ist ein 300 kg schwerer Kleinsatellit, auf dem sich der Koronograf ASPIICS und die Schatten-Positionierungssensoren befinden. Es ist mit einem Monergol-Antriebssystem ausgestattet, um das für die Formationserfassung und -auflösung erforderliche große Beschleunigungsmanöver durchzuführen. Es beherbergt auch die Targets, die von den optischen Sensoren an Bord des OSC verwendet werden.
ASPIICS folgt dem Konzept eines klassischen extern verdunkelten Lyot-Koronografen, bei dem die externe Verdunkelungsscheibe physisch am OSC angebracht ist, während sich der Rest des Instruments auf dem CSC befindet.
ASPIICS soll die Sonnenkorona mithilfe einer refraktiven Optik beobachten, die drei verschiedene Spektralbänder auswählen kann: Fe XIV-Linie bei 530,4 nm, He I D3-Linie bei 587,7 nm und das Spektralband bei 540 bis 570 nm.
Es wird erwartet, dass die Daten von ASPIICS die Lücke in Bezug auf das Sichtfeld zwischen EUV-Imagern und Koronografen mit externer Verdunkelungsscheibe schließen werden, während letztere monolithische Instrumente sind, die nicht von der größeren Entfernung profitieren, die durch den Formationsflug ermöglicht wird.
Principal Investigator für das Koronograf-Instrument ist die Königliche Sternwarte von Belgien.

### OSC
Das OSC ist ein 250 kg schwerer Kleinsatellit, auf dem sich die optischen Messsensoren für die Laser und visuelle Metrologie befinden. Es verfügt über eine Verdunkelungsscheibe mit einem Durchmesser von 1,4 m. Ihr Rand ist derart geformt, dass die Menge an Streulicht reduziert wird. Das OSC verwendet ein Kaltgasantriebssystem mit geringer Schubkraft, das die für den Formationsflug erforderliche hochgenaue Lageregelung ermöglicht.
Auf dem OSC ist die sekundäre wissenschaftliche Nutzlast DARA untergebracht. DARA steht für Davos Absolute Radiometer und ist ein absolutes Radiometer zur Messung der totalen solaren Bestrahlungsstärke (TSI, engl. Total Solar Irradiance).

### Bodensegment und Betrieb
Wie die anderen Satelliten der Proba-Reihe soll auch Proba-3 vom Europäischen Raumfahrtsicherheits- und Bildungszentrum der ESA in Redu, Belgien betrieben werden. Die Funkstation befindet sich in Santa Maria des Azores.

## Projektentwicklung
Die industrielle Entwicklung der Satelliten und des Bodensegments wurde im Auftrag der ESA von SENER Aerospace geleitet, das die Arbeit eines Kernteams mit Airbus Defence and Space, QinetiQ Space, GMV, Celestia Antwerp BV und SPACEBEL koordinierte.
Die Koronograf-Nutzlast wurde für die ESA von einem Konsortium aus 15 Unternehmen und Instituten aus fünf ESA-Mitgliedstaaten entwickelt, das vom Liège Space Center (CSL) in Belgien geleitet wird.
DARA wird vom Physikalisch-Meteorologischen Observatorium (PMOD) in Davos, Schweiz bereitgestellt.
Die Tests des bildgestützten Sensorsystems der Mission wurden im März 2021 im Europäischen Weltraumforschungs- und Technologiezentrum (ESTEC) der ESA in den Niederlanden durchgeführt. Das System ermöglicht den beiden Satelliten in einer präzisen Formation zu fliegen.

## Weitere Proba-Missionen
- Proba-1
- Proba-2
- Proba-V